# فروردگان
جشن فروردگان یا جشن هَمَسپَثمَئِدَیَه (Hamaspathmaêdayah) یا همسپتمدم نام جشنی بوده که به مدت ده روز، در روزهای پایان سال برگزار می‌شده‌است. این جشن در دوران باستان، جشن فروهرها یا روان درگذشته بود. زرتشتیان طبق اصول مذهبی خود معتقدند که در این ایام ارواح نیاکانشان از آسمان فرود آمده و به بازماندگان خود سرکشی نموده و برای آنان از درگاه خدا درخواست سرور و شادمانی و نیک‌بختی و تندرستی می‌نمایند.
نام این جشن را پارسیان هند موکتاد و زرتشتیان ایران فروردگان می‌گویند (( هردوت ( مورخ یونانی ) اما نام این جشن را به گونه تی کتا[به معنی شکوه] آورده است)) ولی هردو دسته این جشن را از روز ۲۹ اسفند در روزهای پنجگانه کبیسه که به نام «پنجه دزدیده» معروف است جشن می‌گیرند. سال در ایران باستان به دوازده ماه سی روزه و پنج روز که پنجه دزدیده یا اندرگاه نامیده می‌شد، تقسیم می‌گردید.
این روزها را پارسیان هند و زرتشتیان ایران به منظور گرامیداشت فرورهای پاکان و ارواح مقدس نیاکان و گذشتگان خویش
جشن مفصلی گرفته و با تشریفات خاص مذهبی این رسم را برگزار می‌نمایند. برپایه مندرجات کتاب بندهش در این روزها تمام ارواح گذشتگان به خانه‌های خود بازگشت نموده و در میان خویشاوندان و فرزندان و بازماندگان خود به‌سر می‌برند.
ایرانیان پیشین بر این باور بودند که بایستی در این روزها پذیرایی شایانی از ارواح نیاکان خود بنمایند. زرتشتیان کنونی نیز مانند پدران و مادران و نیاکان خود این روزها را به نام فروردگان) یا پروردگان جشن می‌گیرند و خانه را آب و جاروب کرده و همه نوع گل - سبزی و ظرفی آب تمیز و مجمری آتش که پیوسته با عود و عنبر و صندل می‌سوزد حاضر می‌نمایند و به خواندن
دعای معروف به فروردین یشت که مخصوص فرورهای پاکان عالم است مشغول و به تمام ارواح گذشتگان درود می‌فرستند و آن‌ها را به خانه خود دعوت می‌کنند.
در فروردین یشت، فرگرد چهل، در این باره چنین آمده است:
«فروهرهای مقدس و نیک و توانای پاکان را می‌ستاییم که در هنگام آخرین جشن فصلی سال از آرامگاه‌های خویش پرواز نموده در
مدت ده شب و روز پی در پی در اینجا بسر ببرند.»
ابوریحان بیرونی درباره این جشن چنین می‌نویسد:
ایرانیان در اوقات فروردگان در اتاق مرده و بالای بام خانه، در فارس و خوارزم، برای پذیرایی ارواح غذا می‌گذارند و بوی خوش بخور می‌کنند.»
این آیین در بین زرتشتیان یزد و کرمان نیز معمول است و درین ایام همه گونه خوراکی و تنقلات و شیرینی و میوه برای پذیرایی ارواح در منازل خود و در محل مخصوص می‌گذارند.
پارسیان هند مدت ۱۸ روز را اختصاص به احترام فروهرهای نیاکان خود داده یعنی از روز بیست و ششم اسفند تا آخرین روز کبیسه و به اضافه هشت روز از روزهای سال نو مخصوص برای اجرای این جشن می‌باشد. اما ایرانیان باستان و زرتشتیان کنونی ایران این
جشن را در مدت ده روز می‌گرفته‌اند و در این مدت همگان به نماز و ستایش و داد و دهش و پرهیزگاری اشتغال داشته‌اند و اکنون نیز چنین است.

## همسپثمیدیه، نام آخرین گاهنبار
در اوستا از شش گاهنبار یا دورهٔ آفرینش نام برده شده‌است. هر کدام از گاهنبارها مشتمل بر پنج روز است که آخرین روز آن جشن گرفته می‌شد. آخرین گاهنبار، همسپثمیدیه نامیده می‌شد که شامل پنج روز اضافی یا همان پنجه دزدیده بود و جای آن در پایان آخرین ماه، از ماه‌های سی روزه بود.

## زمان جشن
زمان جشن ده روزهٔ همسپتمدم، از اشتاد روز (۲۶ اسفند) تا انیران روز (۳۰ اسفند) و پنج روز گاتا یا همان پنجه دزدیده (پنج روز اول فروردین) بود. لازم به تذکر است که تمامی روزهای یک ماه در گاه‌شماری زرتشتی نام مخصوص دارند. ابوریحان بیرونی چنین آورده که «این جشن ده روز طول می‌کشیده، آخرین پنج روز اسفند ماه را، نخستین فرورگان و پنجهٔ مسترقه یا وه را دومین فرورگان می‌گفته‌اند.
عدم اجرای کامل کبیسه یا انجام کبیسهٔ ناقص همیشه در جابجایی زمان جشن‌ها ایجاد اشکال و اختلاف می‌نمود جشن فروردگان نیز چون جشن‌های دیگر از این قاعدهٔ جابجایی برکنار نبوده‌است.

## بازگشت درگذشتگان
در تقویم مزدیسنا یی جشن سالانه به دنبالهٔ یک دورهٔ ده روزه، قرار دارد که همسپثه ئه دیه یا فروردیگان نامیده می‌شود. آخرین جشن، از شش جشن فصلی سال یا گاهنبار که آفرینش آفریده‌های مختلف را به یاد می‌آورد و آخرین آن، مربوط به خلقت انسان است. طبیعتاً این جشن مربوط به درگذشتگان است.
روان‌های درگذشتگان به ترتیب از بهشت و از دوزخ خارج می‌شوند و برای بازدید خانه‌هایشان می‌آیند. فدیه‌هایی تقدیم آنها می‌شود و کوشش می‌گردد که آنها راضی باشند. روانهای دوزخیان غمگین هستند و احساس یک زندانی را دارند که گریخته‌است و هر لحظه بیم آن را دارد که دوباره گرفتار شود. روانها ی بهشتیان شادند و شادمانی می‌کنند و دعای خیرشان را نثار افراد خانواده‌شان می‌نمایند. بنابر سنتهای دیگر این روانهای در گذشتگان نیستند که بازمی‌گردند بلکه فروهر آنهاست. فروهرها قبل از تولد انسان و حتی قبل از آفرینش وجود داشته‌است. جشن مورد نظر همان‌طور که یک یادبود است، یادبود آفرینش مردمان، تجسمی از آینده نیز می‌باشد، تجسم رستاخیز.
در فروردین یشت یشت سیزده بند چهل و نهم به بعد، آمده‌است که در مدت همسپتمدم، فروهرهای مؤمنان از اقامتگاه‌های خود می‌آیند و مدت ده شب در کنار مردمان می‌مانند. این جشن در ابتدا مربوط به مردگان بود. بعدها همسپتمدم به یادبود آفرینش انسان، اختصاص یافت.

## رسوم جشن فروردگان
بازماندگان خانه و کاشانه را پاکیزه و تمیز می‌کردند و نقل و نبات و شیرینی و سبزی و انواع خوراکی در اتاق و بر بام می‌نهادند. دشمنی و بدخواهی را به دوستی تبدیل می‌کردند و همگان از هم خشنودی می‌طلبیدند تا فروهرها و روانان شادمان شوند و برای‌شان دعای خیر کنند و یاری‌شان دهند. یکی از جمله مهمترین مراسم این جشن افروختن آتش بود.
مردم روی پشت بام‌ها آتش برمی‌افروختند و اعتقاد داشتند که با این کار فروهرها به‌طور گروهی مانند سپاه بازگشته و به بازماندگان کمک خواهند کرد. این رسم هنوز هم در بین زرتشتیان یزد و کرمان مرسوم است. این آغاز جشن فرودگان که با افروختن آتش همراه بود، بعد از اسلام تبدیل به چهارشنبه سوری شد.

## جشن ماهانهٔ فروردینگان
در گاه‌شماری زرتشتی در هر ماه، در روزی که با نام آن ماه همنام می‌شد، جشنی برگزار می‌کردند، مانند جشن فروردینگان (۱۹ فروردین)، روز نوزدهم هر ماه «فروردین» نام دارد و نوزدهم فروردین جشنی برگزار می‌شد، به نام «فروردینگان» که به آن «فُرودُگ» نیز می‌گویند. لازم به یادآوری است که ابوریحان بیرونی در آثار الباقیه روز نوزدهم فروردین را که برابری نام روز و ماه بوده، فروردگان یاد کرده‌است.